# The Queen Is Dead
The Queen Is Dead ist das dritte Studioalbum der britischen Rockband The Smiths, das im Juni 1986 erschien.

## Entstehung und Veröffentlichung
Die Erstveröffentlichung von The Queen Is Dead erfolgte am 16. Juni 1986 bei Rough Trade Records. Das Album erschien in seiner Originalausführung als LP mit zehn Titeln (Katalognummer: Rough 96). Am 19. November 1993 erschien es bei Warner Music erstmals als CD-Ausführung (Katalognummer: 4509-91896-2). Am 20. Oktober 2017 erschien eine physische Deluxeversion mit den CDs 2017 Master, Additional Recordings und Live in Boston – Recorded at Great Woods, 5th August, 1986 sowie der DVD The Queen Is Dead – A Film by Derek Jarman (Katalognummer: 9029578337). Am gleichen Tag erschien auch ein Boxset das auch 5 LPs besteht (Katalognummer: 9029578562).
Geschrieben wurden alle Lieder gemeinsam von den Smiths-Mitgliedern Johnny Marr und Steven Morrissey, lediglich bei der Produktion zu Vicar in a Tutu bekamen die beiden Unterstützung durch John Porter. Während Morrissey für das Texten verantwortlich war, stammen die Kompositionen von Marr. Das Album wurde im Winter 1985 in Farnham und London aufgenommen.

## Inhalt und Stil
Auf The Queen Is Dead verbanden The Smiths verschiedene Musikstile, wie Rockabilly, Pop und Post-Punk, und prägten damit die Musik der späten 1980er in England. 
Dass Leadsänger Morrissey Fan von britischen Filmen der Stilrichtung des „Kitchen Sink Realism“ aus den 1960er Jahren ist, wird an mehreren Stellen des Albums deutlich. So verwendet er für The Queen Is Dead Teile der Filmmusik von The L-Shaped Room aus dem Jahr 1962. Das von ihm gestaltete Albumcover zeigt den französischen Schauspieler Alain Delon aus dem französischen Film noir Die Hölle von Algier von 1964.

## Titelliste
Seite A
1. The Queen Is Dead a – 6:24
2. Frankly, Mr Shankly – 2:17
3. I Know It’s Over – 5:48
4. Never Had No One Ever – 3:36
5. Cemetry Gates – 2:39

Seite B
1. Bigmouth Strikes Again – 3:12
2. The Boy with the Thorn in His Side – 3:15
3. Vicar in a Tutu – 2:21
4. There Is a Light That Never Goes Out – 4:02
5. Some Girls Are Bigger Than Others – 3:14

## Rezeption

### Morrissey
„Der Titel bezieht sich nicht unbedingt auf Queen Elizabeth. Da gibt es ein Sicherheitsnetz… dass mit der alten Königin im Text eigentlich ich gemeint bin. Wenn sie mich also lynchen oder ans Kreuz nageln, habe ich diese Falltür, um durchzugleiten. Aber, nachdem dies gesagt ist, der Song ist sicherlich eine Art von genereller Beobachtung zur Lage der Nation.“

„Es ist mir niemals vorgekommen, dass Leute den Titel offensiv auffassen würden. Der Song existierte, und ich dachte er wäre so stark, er verdiene besondere Aufmerksamkeit, was ihm als Titel Track gerecht wurde. (…) Ein weiterer Aspekt war, dass keine Top 10 Gruppen, oder eine Englische Band mit einem großen Status, versuchten, eine gedankenvolle Sprache zusammenzustellen. Und ich dachte, The Queen Is Dead, als ein Titel zwischen Invisible Touch und A Kind Of Magic und Picture Book, wäre etwas, wo man drüber pausiert.“

„Einige Dinge, die wir gemacht haben, sind nicht so gut, wie sie erinnert werden. „The Queen Is Dead“ ist nicht unser Meisterwerk. Ich sollte es wissen. Ich war da. Ich lieferte die Sandwiches.“

### Externe Rezeption
Das Opus magnum der Smiths zählt nicht nur zu den einflussreichsten Alben des Indie-Rocks, sondern gilt darüber hinaus heute als Meilenstein der Popmusik und nimmt in entsprechenden Bestenlisten vordere Plätze ein.
Der Melody Maker kürte The Queen Is Dead 2000 zum besten Album aller Zeiten.
Rolling Stone wählte es 2003 auf Platz 216, 2012 auf Platz 218 und 2020 auf Platz 113 der 500 besten Alben aller Zeiten.
In der Auswahl der 500 besten Alben aller Zeiten des New Musical Express erreichte das Album 2013 Platz 1.
Spin wählte The Queen Is Dead auf Platz 5 der 300 besten Alben aus dem Zeitraum 1985 bis 2014.
Es belegt Platz 8 in der Aufstellung der 200 besten Alben aller Zeiten von Uncut.
Die Zeitschrift Tempo kürte es Anfang der 1990er Jahre zum besten Album aller Zeiten.
Laut.de wählte The Queen Is Dead auf Platz 1 der 100 besten Alben der 1980er Jahre.
In der Auswahl der 50 besten Alben der 1980er der Zeitschrift Musikexpress belegt es Platz 4.
Pitchfork wählte The Queen Is Dead im Jahr 2002 auf Platz 6 der 100 besten Alben der 1980er Jahre. Seit 2018 belegt es Platz 13 der 200 besten Alben des Jahrzehnts.
The Queen Is Dead gehört zu den 1001 Albums You Must Hear Before You Die.

## Kommerzieller Erfolg

### Chartplatzierungen
| ChartsChartplatzierungen       | Höchstplatzierung | Wochen |
| ------------------------------ | ----------------- | ------ |
| Deutschland (GfK)              | 33 (4 Wo.)        | 4      |
| Vereinigte Staaten (Billboard) | 70 (38 Wo.)       | 38     |
| Vereinigtes Königreich (OCC)   | 2 (30 Wo.)        | 30     |

### Auszeichnungen für Musikverkäufe
| Land/Region                  | Auszeichnungen für Musikverkäufe (Land/Region, Auszeichnung, Verkäufe) | Verkäufe  |
| ---------------------------- | ---------------------------------------------------------------------- | --------- |
| Brasilien (PMB)              | Gold                                                                   | 100.000   |
| Italien (FIMI)               | Gold                                                                   | 25.000    |
| Neuseeland (RMNZ)            | Gold                                                                   | 7.500     |
| Spanien (Promusicae)         | Gold                                                                   | 50.000    |
| Vereinigte Staaten (RIAA)    | Gold                                                                   | 500.000   |
| Vereinigtes Königreich (BPI) | 2× Platin                                                              | 600.000   |
| Insgesamt                    | 5× Gold · 2× Platin ·                                                  | 1.282.500 |

## Trivia
There Is a Light that Never Goes Out wurde von Morrissey als Abschlusstitel seiner Konzerte auf der You Are the Quarry Tour 2004 gewählt.
Some Girls Are Bigger Than Others wurde auf der US-Tournee Tour of Refusal 2009 von Morrissey regelmäßig gespielt.